# Warstwa powierzchniowa S
Warstwa powierzchniowa S – część otoczki komórkowej występującej u prawie wszystkich archeonów, a także u wielu rodzajów bakterii. Proces powstawania tej struktury jest samodzielny (samorzutny), w takim sensie, że nieuporządkowany system wcześniej istniejących elementów tworzy zorganizowaną strukturę w wyniku specyficznych lokalnych interakcji między samymi elementami, bez zewnętrznego kierunku. Białka warstwy S obejmują całą powierzchnię komórki i w ten sposób mogą stanowić do 15% całej zawartości białek w komórce. Białka warstwy S są słabo chronione lub nie są chronione w ogóle i mogą znacznie różnić się nawet pomiędzy spokrewnionymi gatunkami.

## Budowa
W zależności od gatunku, warstwy S mają grubość od 5 do 25 nm i posiadają identyczne pory o średnicy 2-8 nm. Powłokę S w znacznym stopniu budują podjednostki glikoprotein o masie 40-200 kDa, które mają lekko kwaśny charakter (3-5 pH). Charakteryzują się również obecnością reszt hydrofobowych o wartości 50-60% całkowitej liczby aminokwasów, wykluczając prawie w zupełności z tej puli aminokwasy, które w swojej budowie zawierają siarkę. Istotnym elementem jest wiązanie glikozydowe, występujące zwykle przy resztach aminokwasowych: asparaginianie (N-glikozylacja), a także tyrozynie (O-glikozylacja). Co więcej, około 2-20 miejsc glikozylacji przypada na każde białko warstwy S, a związane z tymi molekułami oligosacharydy posiadają zwykle 2-6 reszt cukrowych (przykładowo: pentozy, aminocukry, heksozy oraz 6-deoksyheksozy). Białka warstwy S „przymocowane” są do powierzchni ściany komórkowej za pomocą wiązań niekowalencyjnych. Dzięki temu mogą one w stosunkowo łatwy sposób oderwać się od powierzchni drobnoustroju przez działanie czynników fizycznych, chaotropowych (chlorek litu, mocznik, chlorowodorek guanidyny itp.), a także przez obniżenie lub podwyższenie pH.

## Struktura
Struktura białka warstwy S może występować w trzech różnych rodzajach symetrii: skośnej (p1, p2), tetragonalnej (p4) oraz heksagonalnej (p3, p6). W zależności od symetrii sieci, każda jednostka morfologiczna warstwy S składa się z jednej (p1), dwóch (p2), trzech (p3), czterech (p4) lub sześciu (p6) identycznych podjednostek białka. Odstęp między środkami (lub wymiary komórki elementarnej) między tymi podjednostkami wynosi od 4 do 35 nm.